# 그제고시 브라운
그제고시 미하우 브라운(폴란드어: Grzegorz Michał Braun, 1967년 3월 11일 ~ ) 은 폴란드의 군주주의 정당 폴란드 왕정연합의 당대표인 극우, 친러 정치인이다.
정치적 성향은 반LGBT, 반미주의, 반우크라이나, 반개신교, 반유대주의, 그리고 친러 성향을 띈다. 자기 자신은 정치 성향을 폴란드 국수주의와, 전통주의 가톨릭이라고 규정하고 있다. 폴란드 하원 의회 재임 중 유대계 폴란드인이 '폴란드의 주적'이며 '사탄주의'에 가담한다라는 발언을 하였다. 2023년에는 홀로코스트 강의에 난입하여 강의 자재를 파손하고 유대인 비하 발언을 하였고, 같은 해 12월에는 폴란드 하원 의회 건물에 전시된 하누카 메노라 촛불을 분말소화기로 꺼버렸다.